# Der Affront mit dem Fliegenwedel von Dey Hussein

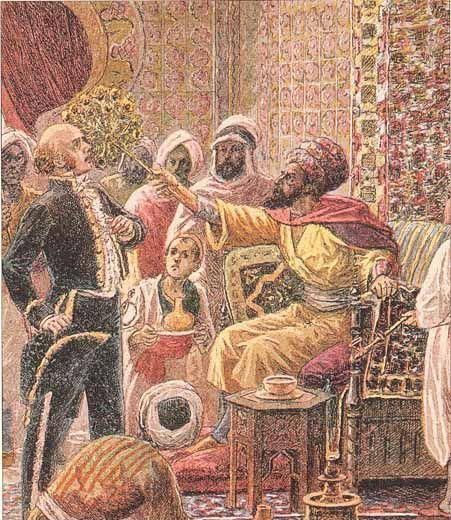
Dey Hussein bedient sich des Fliegenwedels

Der Affront mit dem Fliegenwedel von Dey Hussein war 1827 ein Zwischenfall bei einem Empfang des algerischen Deys Hussein, der als Anlass für die französische Besetzung Algeriens diente.

## Vorgeschichte
Zur Finanzierung seines Italienfeldzugs hatte sich Napoléon 1796 eine Million Francs über das in Paris ansässige Handelsunternehmen Bacri und Busnach geliehen. Diese Unternehmer waren gebürtige algerische Juden und hatten während des Ägyptenfeldzuges (1798–1801) weitere profitable Geschäfte mit den Franzosen getätigt. Die Getreidegeschäfte waren von den französischen Zwischenhändlern zum eigenen Vorteil ausgenutzt worden, die Rückzahlung der Restschuld sollte nun mit Hilfe des Deys gelingen.
Nach Napoleons Abdankung forderten die algerischen Gläubiger das Geld wiederholt von Frankreich zurück, allerdings weigerten sich sowohl Ludwig XVIII. als auch Karl X.

## Der Affront
Am 29. April 1827 gab Dey Hussein einen Empfang aus Anlass des Ramadan, zu dem auch der französische Konsul Pierre Deval erschien. Dey Hussein sprach den Konsul auf die horrenden Schulden an und verlangte einen Grund für die ablehnende Haltung der französischen Regierung. Deval entgegnete daraufhin, „dass seine Regierung auf keinen Fall antworten würde, weil sie es für unnütz hielte“. Auf diesen Affront hin versetzte Dey Hussein dem Konsul drei Schläge mit seinem Fliegenwedel und wies ihn aus dem Gebäude.

## Nachwirkungen
Die Ereignisse wurden auch von einem Deutschen, dem rheinhessischen Arzt und Abenteurer Simon Friedrich Pfeiffer, in seinen Reise- und Lebensbeschreibungen überliefert. Pfeiffer war Jahre zuvor von algerischen Seeräubern gefangen worden und lebte als Leibsklave in Diensten eines algerischen Hofbeamten, er erlernte die arabische Sprache und konnte so die weiteren Ereignisse aus der arabischen Sicht notieren. Pfeiffer schildert den weiteren Verlauf.
Der Botschafter begab sich unverzüglich in sein Landhaus bei Algier, dort beriet er sich mit Diplomaten einiger mit Frankreich verbündeter europäischer Staaten und übergab die Amtsgeschäfte an den Botschafter Sardiniens. Noch am gleichen Tag wurde der Botschafter von einem überraschend im Hafen eingelaufenen französischen Schiff abgeholt. Pfeiffer vermutete, dass der Botschafter diesen diplomatischen Skandal gezielt inszeniert habe, um den Franzosen einen Grund für spätere militärische Operationen zu liefern. Zunächst beschränkte sich Frankreich auf eine Seeblockade des Hafens von Algier und erreichte damit eine gegen den Dey gerichtete Stimmung unter der Bevölkerung. Durch ein Kommandounternehmen der Algerier wurden die Blockadeschiffe schließlich vertrieben.

## Positionsbezug
Nach der Abreise der Franzosen hatte der Botschafter des Sultans von Konstantinopel mit dem Dey mehrere Unterredungen. Der Dey sollte eine Armee von 40.000 Mann zur Unterstützung des Sultans in Marsch setzen, um den Krieg mit Russland siegreich beenden zu können. Im Anschluss werde man auch mit den Franzosen „abrechnen“. Der Dey wies, auch später, alle Hilfsangebote des Sultans und anderer, arabischer Fürsten zurück.
Die französische Regierung nahm die Schmähung der Ehre Frankreichs vom 29. April 1827 zum Anlass, um nach gründlicher logistischer Vorbereitung und Aufrüstung der Armee im Juni 1830 den Barbareskenstaaten – vor allem aber dem Dey von Algier – den Krieg zu erklären.

## Kriegsvorbereitung
Die im Mittelmeer, mehrheitlich im Hafen von Toulon zusammengezogene französische Flotte bestand aus 200 Kriegs- sowie 500 Transport- und Versorgungsschiffen. Das Unternehmen war durch Spione an den Dey verraten, auch wurde die Flotte durch ungünstige Wetterbedingungen vom direkten Kurs abgetrieben und erreichte zunächst die Balearen. Ein Teil der Schiffe begann im westlichen Mittelmeer Jagd auf die algerische Piratenflotte zu machen. Der größere Teil der Flotte überführte im Juni ein 37.000 Mann starkes Landheer des Generals Bourmont an die algerischen Küste. Die Landung erfolgte am 17. Juni 1830 in der Bucht von Sidi Ferrusch, etwa 30 Kilometer westlich von Algier.

## Kriegsgeschehen
Die gesamten algerischen Küstenfestungen waren auf Befehl des Deys bereits kampfbereit gemacht worden, die kleine Seefestung bei Sidi Ferruch wurde im Sturm genommen. Die Anlandung der gesamten französischen Landungsgruppe verzögerte sich weiter, da die Schiffe für den Angriff auf den Hafen von Algier nicht rechtzeitig eingetroffen waren.
Auf der Gegenseite mobilisierten die Kampfhandlungen die im weiten Umkreis von Algier befindlichen osmanischen und algerischen Truppen. Nach Pfeiffers Bericht konnte der Dey bereits Wochen vor dem Eintreffen der französischen Flotte die eigenen Stellungen verstärken und weitere Hilfstruppen der Kabylen und arabische Freiwillige begrüßen, insgesamt hatte er etwa 50.000 Mann unter Waffen.
Während die französische Armee noch im Aufmarsch war, begannen an den äußeren Linien des Schlachtfeldes bereits kleinere Scharmützel. Auch hatte der Dey eine strategisch bedeutsame Anhöhe unter Kontrolle und fügte den Franzosen von einer Artilleriestellung großen Schaden zu. Durch eingeübte Manöver und die modernere Waffentechnik errangen die Franzosen schließlich einen ersten Sieg, die davon demoralisierten Algerier und ihre Hilfstruppen flohen in die Befestigungen der Stadt Algier oder in das Hinterland. Ein mutig geführter Gegenangriff der Algerier konnte die Franzosen vor dem Sturm auf die Stadt zurückhalten, es folgte eine mehrtägige Kanonade und Bombardierung Algiers. Durch einen Volltreffer wurde die mächtige Kaiser-Festung von Algier zerstört, damit war das Schicksal der Hauptstadt besiegelt.

## Kriegsausgang
Der Dey musste wenige Tage später die Kapitulation unterzeichnen und Algier übergeben.
Den siegreichen Franzosen verdankte auch Pfeiffer seine Freilassung aus der Sklaverei.

## Folgen
In den folgenden Jahren wandelte sich der Militäreinsatz zur kolonialen Besetzung Algeriens, die erst 1962 beendet wurde. Mit dem Sieg über die Piraten wurde auch der Seehandel mit den Mittelmeerländern gesichert.